# Brian Riemer
Brian Riemer (* 22. September 1978) ist ein dänischer Fußballtrainer. Seit 2024 ist er Cheftrainer der dänischen Nationalmannschaft.

## Trainerkarriere
Riemer begann seine Trainerlaufbahn als Nachwuchstrainer des dänischen Amateurvereins Albertslund IF, ehe ihm der damalige U17-Trainer des Hvidovre IF Thomas Frank eine Stelle in seinem Trainerteam anbot, die Riemer annahm. Ab 2003 arbeitete er parallel dazu auf Teilzeitbasis als Techniktrainer im Jugendbereich des englischen Zweitligisten Norwich City. Bei Hvidovre IF übernahm Riemer 2004 die U19-Mannschaft, die er vier Jahre lang trainierte. Im November 2008 wurde er für die verbleibenden zwei Spiele bis zur Winterpause Interimstrainer der Profimannschaft des Vereins in der zweithöchsten Spielklasse, ehe in der Winterpause mit Kenneth Brylle ein neuer Trainer verpflichtet wurde; die Mannschaft konnte dabei beide Spiele unter seiner Führung gewinnen.
Kurz darauf verließ Riemer den Verein und schloss sich im Januar 2009 dem Hauptstadtklub FC Kopenhagen an, für den er in der folgenden Zeit fast zehn Jahre lang tätig war. Im Sommer 2012 wurde er unter dem neuen Cheftrainer Ariël Jacobs Co-Trainer der Profimannschaft in der Superliga. Unter dem Duo gewann die Mannschaft 2013 die dänische Meisterschaft und konnte sich für die UEFA Champions League qualifizieren. Nach einem schwachen Start in die neue Saison 2013/14 wurde Jacobs im August 2013 durch Ståle Solbakken ersetzt, der Riemer als Co-Trainer behielt. Die laufende Saison sowie auch die anschließende Spielzeit 2014/15 beendete die Mannschaft jeweils als Tabellenzweiter; 2015 gewann das Team den dänischen Pokal. Nach drei Jahren im Stab der Profimannschaft wechselte Riemer im Sommer 2015 wieder zurück in den Jugendbereich und übernahm erneut die U19-Mannschaft des Vereins.
Aus dem Nachwuchsbereich der Kopenhagener verpflichtete ihn Ende Oktober 2018 der englische Zweitligist FC Brentford, bei dem er Co-Trainer des ebenfalls neuen Cheftrainers Thomas Frank wurde, mit dem Riemer bereits in Hvidovre zusammengearbeitet hatte. Im dritten Jahr stieg die Mannschaft 2021 in die Premier League auf und erreichte dort in der anschließenden Saison 2021/22 den Klassenerhalt.
Anfang Dezember 2022 verließ Riemer Brentford und nahm beim belgischen Erstligisten RSC Anderlecht seine erste Stelle als Cheftrainer an. Er übernahm die Mannschaft auf dem zwölften Tabellenplatz, konnte die Platzierung jedoch in der laufenden Saison nicht mehr größer verbessern und beendete die Spielzeit als Tabellenelfter, der schlechtesten Platzierung des Rekordmeisters seit 1937. Im Sommer 2023 wurde die Mannschaft umgestaltet und einige namhafte Neuzugänge verpflichtet. In der folgenden Saison 2023/24 erreichte er mit der Mannschaft in der Hauptrunde den zweiten Platz und schloss die anschließenden Playoff-Spiele auf dem dritten Platz ab. Bereits im September 2023 verlängerte der Verein den ursprünglich bis 2024 datierten Vertrag mit Riemer um zwei weitere Jahre bis 2026. Nach Beginn der folgenden Saison 2024/25 trennte sich der Klub am 19. September 2024 aufgrund unzureichender Leistungen der Mannschaft vorzeitig von ihm und ersetzte ihn durch den bisherigen U18-Trainer David Hubert. Zu dem Zeitpunkt rangierte die Mannschaft nach sieben bestrittenen Ligaspielen auf dem vierten Tabellenplatz.
Im Oktober 2024 wurde Riemer als Nachfolger von Kasper Hjulmand Cheftrainer der dänischen Nationalmannschaft und unterschrieb dort einen Vertrag bis zur Weltmeisterschaft 2026.